# Sebastian Bach
Sebastian Bach (Teljes neve: Sebastian Philip Bierk) (Freeport, Bahama-szigetek, 1968. április 3. –) kanadai heavy metal énekes. Korábban modellkedéssel is foglalkozott. A 190 cm magas énekes előző bandái a V05, Kid Wikkid, Herrenvolk, és a Madam X. A Skid Row tagjaival egy közös barátjuk, Mark Weiss esküvőjén ismerkedett meg 1987-ben.

## Diszkográfia

### Skid Row
- Skid Row (1989)
- Slave To The Grind (1991)
- Subhuman Race (1995)

### Szóló albumok
- Angel Down (2007)
- Kicking & Screaming (2011)
- Give 'Em Hell (2014)